# Notomulciber quadrimaculatus
Notomulciber quadrimaculatus är en skalbaggsart som beskrevs av Stefan von Breuning och De Jong 1941. Notomulciber quadrimaculatus ingår i släktet Notomulciber och familjen långhorningar. Inga underarter finns listade i Catalogue of Life.